# Bojanice (powiat gnieźnieński)
Bojanice (niem. Boinitz) – wieś w Polsce położona w województwie wielkopolskim, w powiecie gnieźnieńskim, w gminie Kłecko.
W latach 1975–1998 miejscowość należała administracyjnie do województwa poznańskiego.

## Historia
W Bojanicach odnaleziono wiele śladów kultury pomorskiej, która rozwijała się na tych terenach w drugiej połowie okresu halsztackiego 550 lat p.n.e. Najstarsza wzmianka o wsi pochodzi z 1397 r. Patronem kościoła św. Piotra i Pawła w Gnieźnie był każdorazowo dziedzic Bojanic. Z gruntów w Bojanicach oddawano do 1802 r. dziesięcinę na rzecz tego kościoła. W 1802 r. arcybiskup - hrabia Ignacy Raczyński - dokonał przyłączenia wsi do parafii w Sokolnikach. W latach 70. XIX w. miejscowość obejmowała 6 domów zamieszkałych przez 149 mieszkańców. 